# فهرست کوه‌های استان هرمزگان
فهرستی از کوه‌های استان هرمزگان ایران:
- کوه هماگ
- کوه تشگرد(فارغان زمین)
- بُونه(بخون)
- کوه ناخ
- کوه زیر
- کوه خآب
- کوه گنو
- پرِرچرچو
- کوه دسک
- کوه سفید
- کوه توصیله
- کوه هرمزان
- کوه بشاگرد
- کوه ببیان
- کوه لاور
- کوه بر
- گاه‌بست
- کوه هوارگ
- کوه گچ
- کوه شب
- کوه جائین
کوه گیشو
- کوه مرز در شهر توکهور
- ارتفاعات و قله‌های هرمزگان